# 痴漢通勤バス
痴漢通勤バス（ちかんつうきんバス）は、滝田洋二郎監督、滝川真子主演で1985年6月19日に公開された日本映画。風俗まがいのおさわりサービスを行う路線バスに三億円事件を絡めたコメディである。

## あらすじ
マコが車掌として勤めるバス会社は、経営難から車掌に性的サービスを行わせる「おさわりバス」を始める。マコからサービスを受けた客がバスから降りた途端に心臓まひを起こし急死してしまう。その男、俊藤喜一は17年前に起きた三億円事件の犯人だった。男から息子あてのビデオテープを託されたマコは、三億円を追う薩摩と山崎に狙われてしまう。

## 概要
にっかつロマンポルノの一作として公開された作品であるが、制作は滝田が所属していた獅子プロダクションで、日活の買い取り・配給によるものである。脚本の高木功、主演の滝川真子、共演の螢雪次朗、ルパン鈴木、池島ゆたか等、滝田組として数作で一緒に仕事をしており、安定したコメディを見せている。三億円事件を題材とするとともに、前年に行われた風営法の改正や、紙幣のC号券からD号券への変更（いわゆる「聖徳太子」から「福沢諭吉」への変更）が物語に繋がっている等、世相を強く反映した作風である。挿入歌の「ダンシング・レディ」は主演の滝川真子によるもの。探偵役の螢雪次朗はこのころの滝田映画のほとんどの作品に「刑事を退職した探偵」役で出演している。

## 登場人物
- 高橋マコ　滝川真子

通勤バスの車掌をしていたが、通常営業時にも客から痴漢行為を受けていた。自分が担当した喜一からビデオテープを託され、事件の謎を追う羽目になる。
- 安子　姫川京子

営業所の事務員で熊田の愛人。
- 張郎平　星野マリ

中国の人民バス公社から日本の車掌について研修に来た。語尾に「アル」とつけるステレオタイプの中国人。マコをおびき出そうとする薩摩たちに人質として誘拐されてしまう。
- 熊田　ルパン鈴木

経営難にあえぐバス会社の営業所長で、安子との浮気中にも経営のことを考えている。利用客の増加をもくろみ、「動く歌舞伎町」「くたばれ風営法」をキャッチフレーズに通勤バス内で車掌による性的サービスを始める。
- 俊藤喜一／俊藤秋夫　中根徹

喜一は17年前の三億円事件の犯人。マコのサービスを受けて心臓発作を起こし、金の隠し場所を示したVHSテープを息子である秋夫に渡すようマコに託して息を引き取る。秋夫はバスの中でマコと出会い、二人でテープに隠された謎を解く。
- バスの運転手　笠松夢路

乗客の熱気に当てられ、車庫に帰った後で郎平に2万円払って行為に及ぶ。
- 薩摩平八　螢雪次朗

三億円事件を追い続ける探偵。元々は担当の刑事であったが、この事件のせいで『冷や飯を食わされてきた』と考えており、時効を過ぎた今では犯人を逮捕できないことから、その金を奪取しようと考え、郎平を人質にとる。
- 山崎文治　池島ゆたか

平八を乗せたタクシーの運転手。三億円事件の時に現金輸送車の運転手をしており、自分の人生を狂わせた三億円を平八とともに追う。

## スタッフ
- 監督　滝田洋二郎
- 脚本　高木功
- 企画　奥村幸士
- 撮影　志賀葉一
- 録音　銀座サウンド
- 照明　吉角荘介
- 編集　酒井正次
- 助監督　佐藤寿保
- スチール　津田一郎

## キャスト
- 滝川真子
- 姫川京子
- 星野マリ
- ルパン鈴木
- 中根徹
- 池島ゆたか
- 笠松夢路
- 螢雪次朗